# Alexandre Liautard
Alexandre François Augustin Liautard est un vétérinaire français né le 15 février 1835 à Paris et décédé le 20 avril 1918 à Bois-Jérôme-Saint-Ouen dans l'Eure. Diplômé de l’École nationale vétérinaire de Toulouse en 1856, il émigra aux États-Unis en 1859 pour exercer sa profession de vétérinaire praticien à New York jusqu’en 1900, date à laquelle il revint en France où il prit sa retraite.
Le nom d’Alexandre Liautard est associé aux débuts de l’enseignement vétérinaire américain sous un statut privé. Liautard fut le fondateur et le doyen du New York American Veterinary College. Il participa à l’organisation professionnelle vétérinaire américaine et à la fondation de la United States Veterinary Medical Association, aujourd’hui American Veterinary Medical Association, dont il fut un moteur pendant de nombreuses années. Son nom est toujours cité dans la presse vétérinaire américaine comme l'une des personnalités dominantes de l'histoire de la profession pour en avoir forgé le standard professionnel et les missions, pour en avoir été le fédérateur, et en tant que fondateur de l’American Veterinary Review dont l’héritier est l’actuel Journal of the American Veterinary Medical Association (JAVMA).
Alexandre Liautard est honoré aujourd'hui, comme il le fut de son vivant, du titre de « père de la profession vétérinaire américaine ».

## Biographie
Alexandre François Augustin Liautard est né le 15 février 1835 au no 33 de la rue Neuve-Saint-Augustin, aujourd’hui rue Saint-Augustin, dans le deuxième arrondissement de Paris. Il est le fils de Jean-François Liautard, entrepreneur de serrurerie, et de Charlotte Gabrielle, Héloïse Vives, née à Paris, et décédée en 1841 alors que le jeune Liautard n’avait que cinq ans. Alexandre avait deux sœurs. Son oncle maternel Étienne Gabriel Vives était vétérinaire militaire de carrière.

### Études vétérinaires
En 1851, Alexandre Liautard est admis comme élève à l’École vétérinaire d’Alfort.
En 1855, son père meurt, et, cinq jours plus tard, Alexandre est renvoyé d’Alfort « pour une infraction très grave à la discipline » dont l’objet est ignoré. En outre, pour cause de maladie, il n’a pu se présenter aux examens de fin du premier semestre. Après avoir interrompu ses études quelques mois, il est admis à l’École vétérinaire de Toulouse où il termine sa quatrième année et obtient son diplôme en 1856.

### Vétérinaire praticien à New York

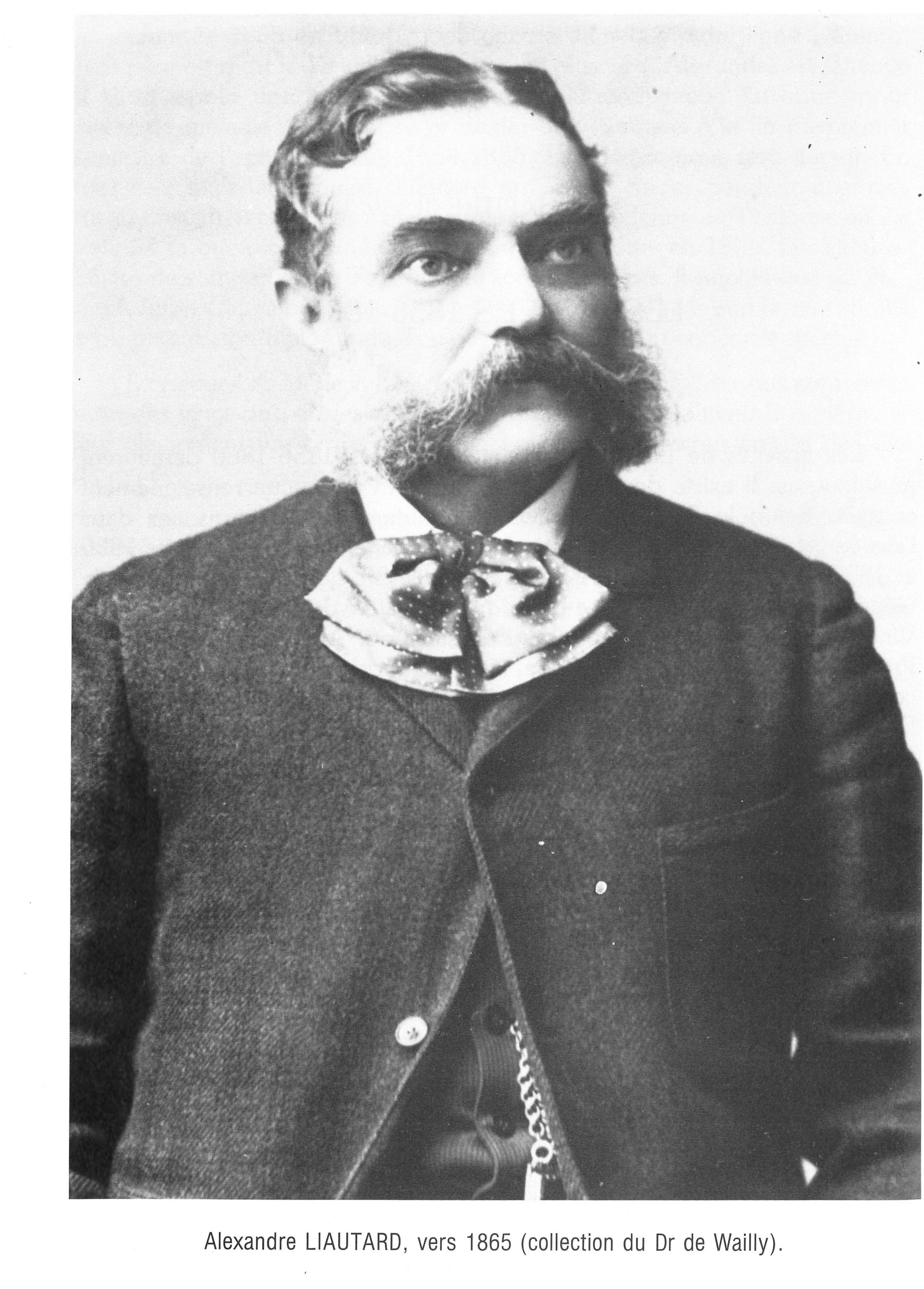
Alexandre Liautard en 1865

On ignore le contenu de ses activités entre 1856 et 1859. Sa fiche de récipiendaire de la Légion d'Honneur mentionne un service militaire de trois ans, ce que retient initialement Lester Crawford mais une enquête réalisée en France auprès du Service historique de l'armée de terre n'a pas révélé une mention de son nom. En outre le service militaire était alors de six ans et, en application de la loi Gouvion-Saint-Cyr, le recrutement avait lieu par recrutement ou tirage au sort. Le plus probable est donc que Liautard tira un bon numéro.
Il arrive à New York en 1859 où il s’installe et où il ouvre rapidement une clinique vétérinaire. La ville est alors en pleine expansion malgré la guerre de Sécession qui débute en 1861. Le développement est non seulement économique mais aussi universitaire ; quinze universités sont créées pendant cette période de guerre, dont Cornell, Swarthmore College et le MIT. Les esprits sont aussi très ouverts à la création d’écoles professionnelles.
Au début de la carrière de Liautard à New York, il y avait très peu de vétérinaires américains diplômés et tous ceux qui l’étaient avaient fait des études vétérinaires en Europe. Nombre de « horse doctors » étaient de simples maréchaux ferrants. C’est dans ce contexte que Liautard a su s’imposer à New York, malgré les difficultés inévitables d'une installation dans une culture nouvelle et l'acquisition d'une langue qui lui était étrangère. Il s'installe au centre de New York, au 215, Lexington Avenue. Simultanément, il acquiert le diplôme de docteur en médecine à l'University Medical College de New York, aujourd'hui New York University School of Medicine. L’activité qu’il déploya dans sa clientèle pendant les quarante ans de sa vie professionnelle aux États-Unis lui permit d’accéder à une grande aisance matérielle et même une fortune si l’on en juge par les acquisitions immobilières qu’il réalisa à son retour en France en 1900. Elle lui donna surtout les moyens de financer ses entreprises d’éducation et d’édition vétérinaires aux États-Unis.
Pour mieux faire ressortir l'étendue du marché qui s'offrait à la profession vétérinaire, Liautard publiait périodiquement, dans l'American Veterinary Review, des statistiques du cheptel américain, ainsi que des exportations de viande, qu'il confrontait à celles des principaux états européens et de leurs importations. Au sein des villes, le cheval occupait alors une place très importante liée à la traction hippomobile.

#### Importance de la population équine aux États-Unis
La fin du XIXe siècle fut la période d’apogée du cheval. Le XIXe siècle, longtemps vu comme le siècle de la vapeur et du chemin de fer, fut avant tout le siècle du cheval. Transport ferroviaire et transport hippomobile étaient complémentaires. Durant le Gilded Age la population équine des États-Unis est passée de 7 millions en 1860 à 25 millions en 1900. Les chevaux de ville n'en représentaient que 11 à 12 % mais leur importance dans le développement urbain a considérablement surpassé cette importance relative. En 1900, la densité moyenne de chevaux était de 426 par mille carré dans les 46 plus grandes villes des États-Unis, elle était de 500 à New York et à Chicago. En 1900, 130 000 chevaux vivaient et travaillaient dans Manhattan, 74 000 à Chicago, 51 000 à Philadelphie. En 1879, le New York Times écrivait : « New York must move on wheels, the whole population must drive...This is obviously a « stable city ».

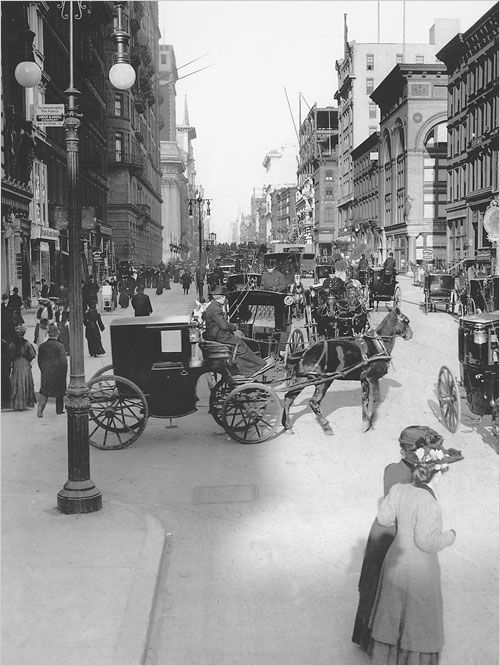
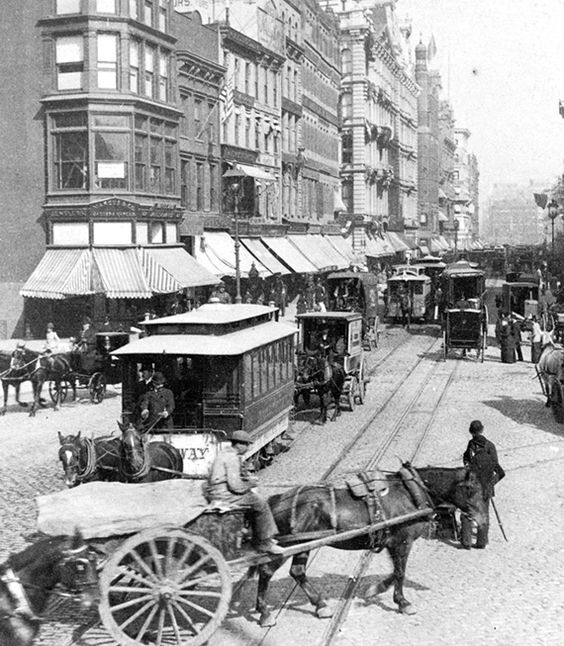
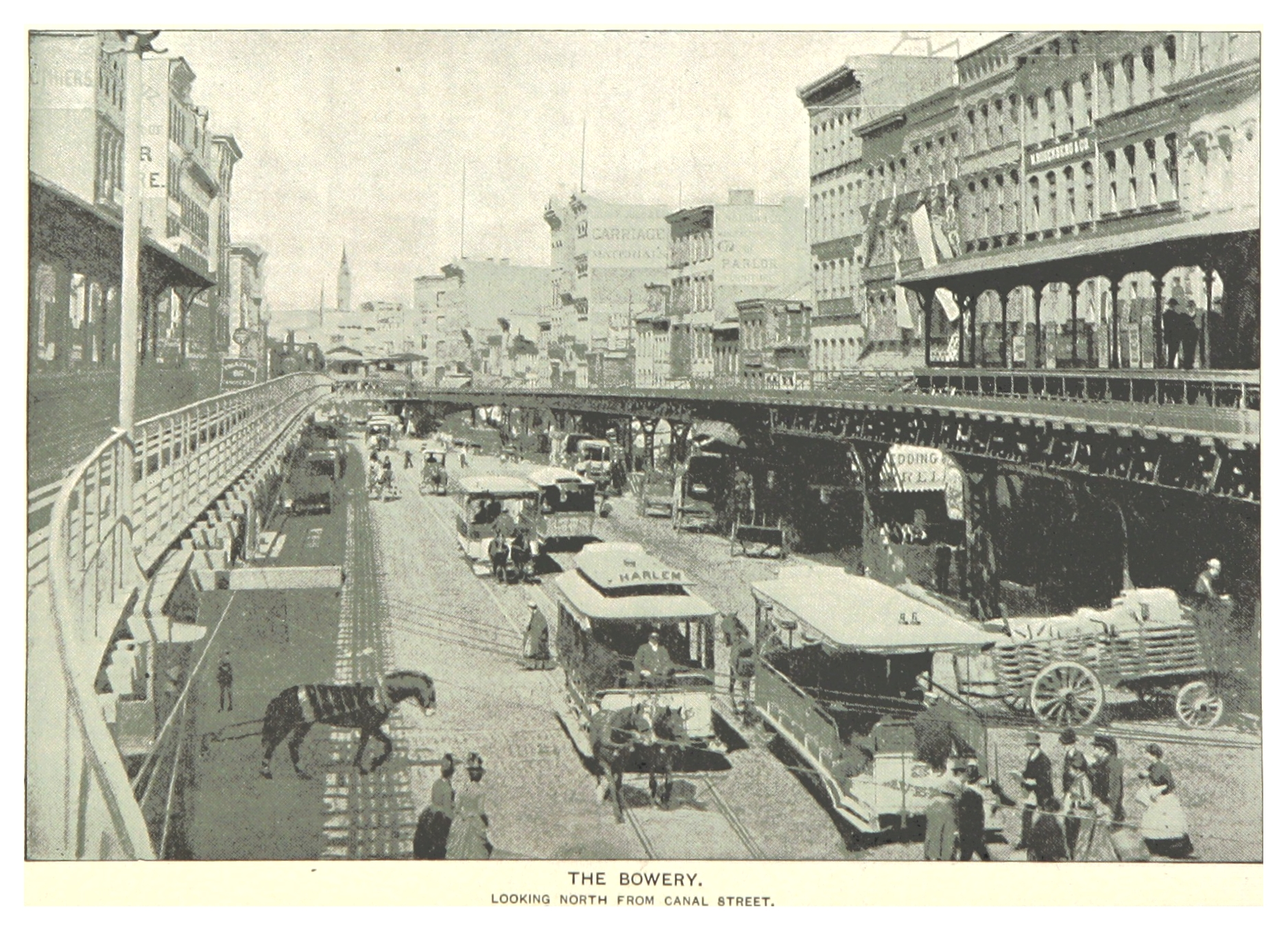
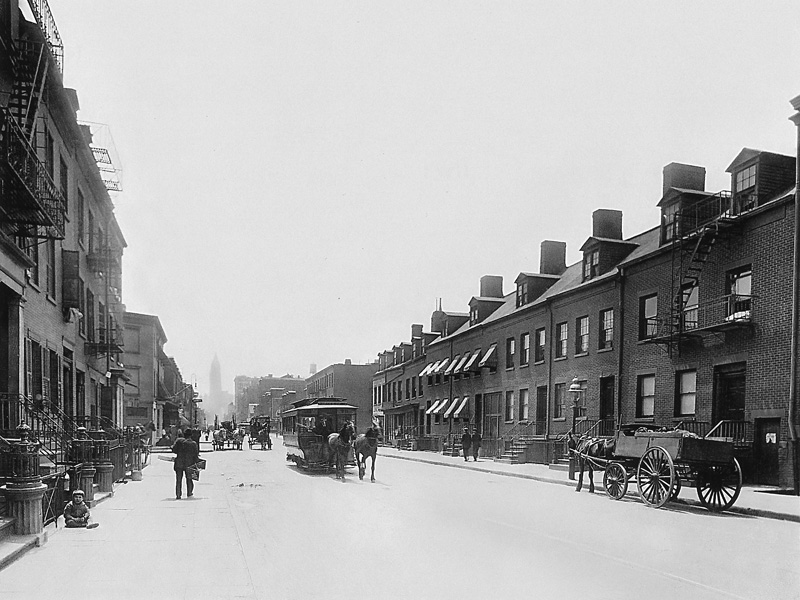
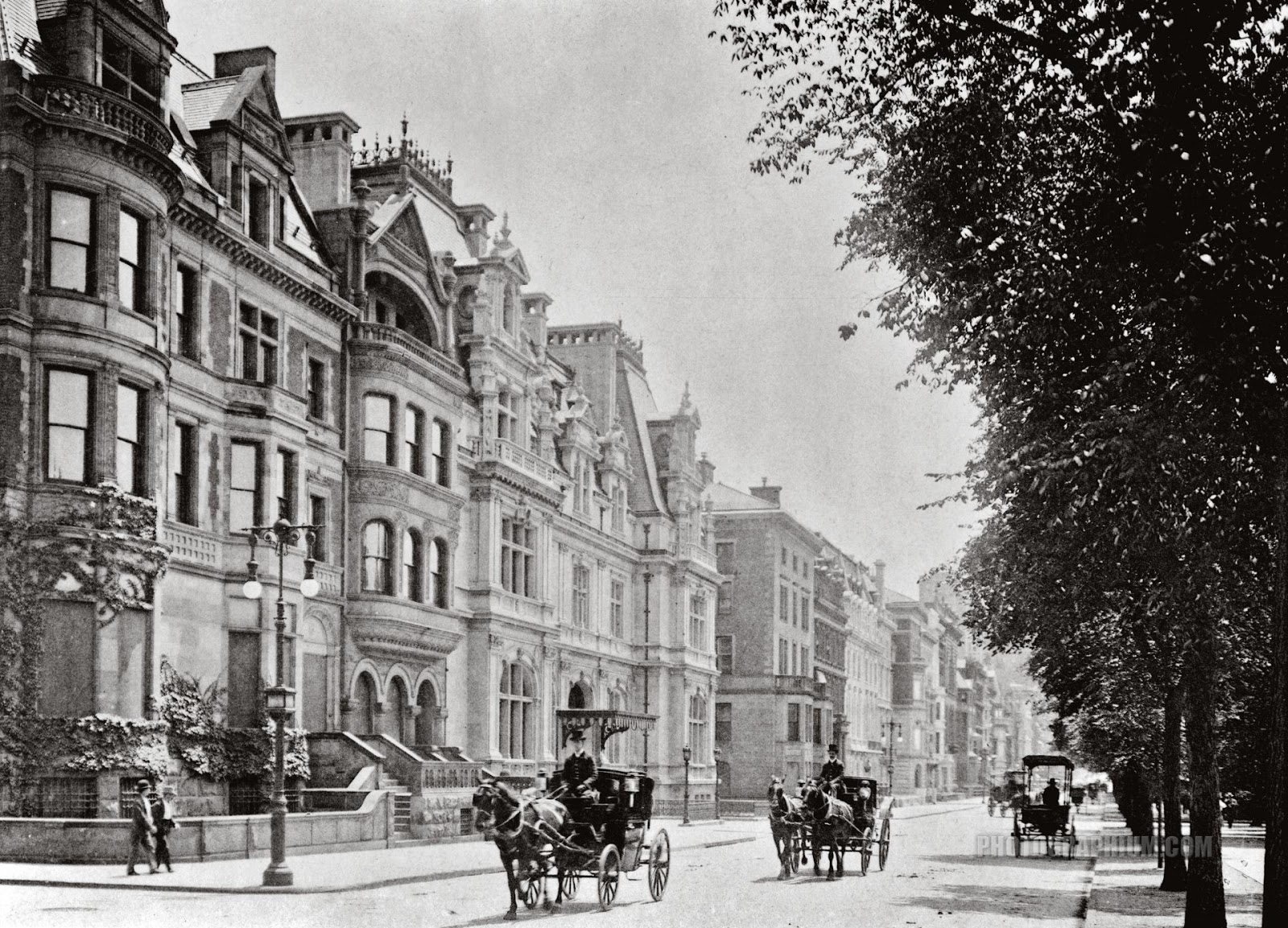

### Vie familiale et retour en France
.

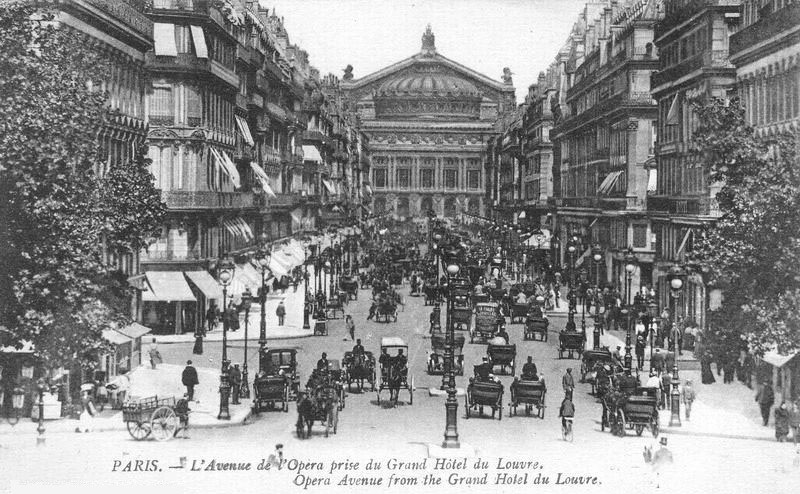
L'avenue de l'Opéra, à Paris, en 1900

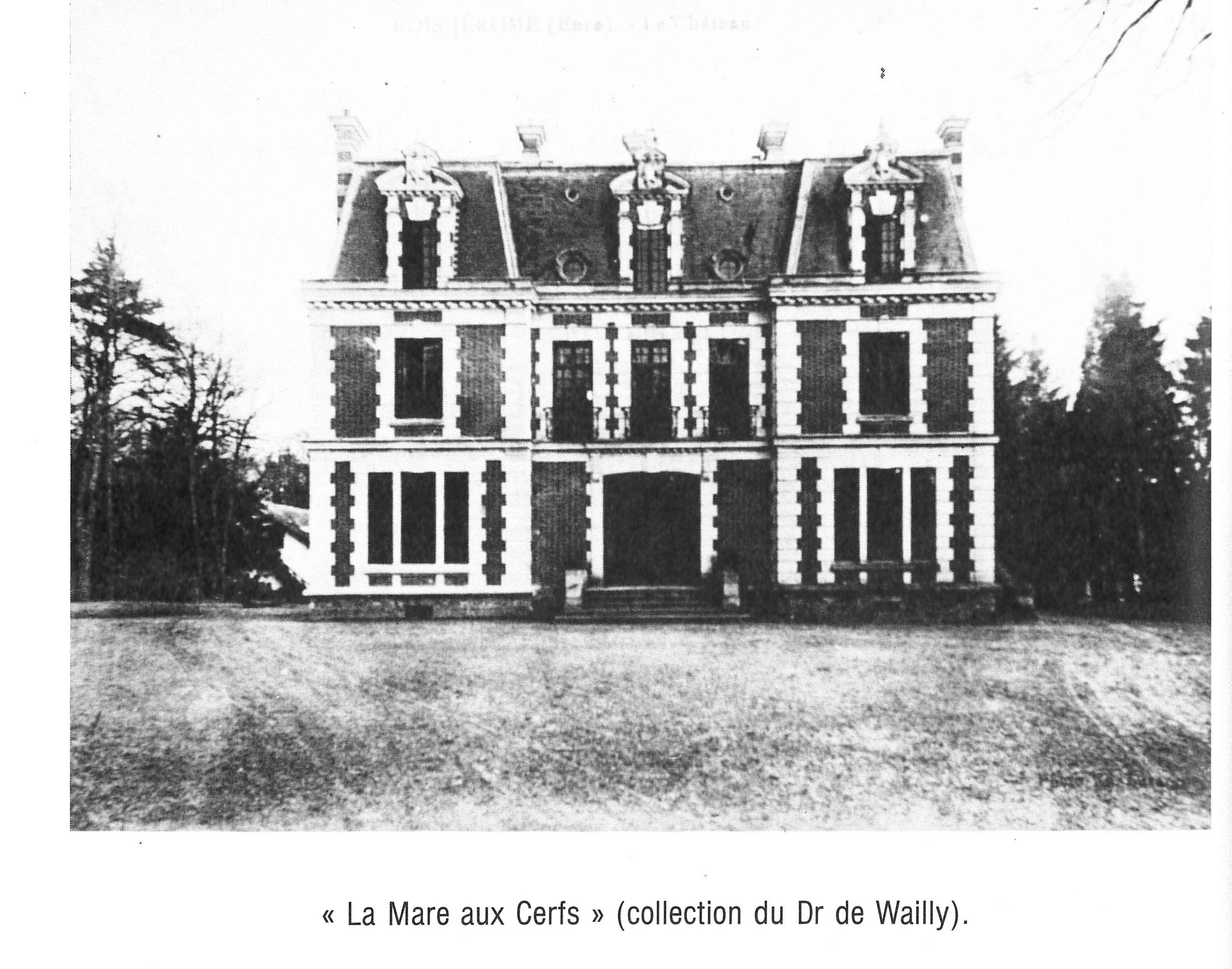
Château dit de la Mare aux Cerfs, à Bois-Jérôme-Saint-Ouen, dans l'Eure. Tiré de l'Am. Vet. Rev. (oct. 1914) : Summer home of Professor Liautard

Alexandre Lieutard épousa, à New York, Emily Joséphine Stouvenel née de français émigrés à New-York. Leur fille unique, Marie-Louise, naît en 1864 à New York où elle est élevée. En 1890, elle épouse Octave Boyer venu à New York pour fonder une succursale de la Grande Maison de Blanc, un magasin de luxe bruxellois implanté à Paris dans le quartier de l'Opéra. Le magasin new yorkais implanté sur la cinquième avenue a disparu dans les années 1960. En 1900, quand Octave Boyer est nommé directeur de la Grande Maison de Blanc, à Paris, boulevard des Capucines, Alexandre Liautard prend sa retraite et rentre en France avec sa femme confinée à un fauteuil roulant du fait d'un ramollissement cérébral, sa fille et son gendre. Il semble que Liautard était trop lié à sa fille pour la laisser partir sans lui. Ils habitent un vaste appartement au quatrième étage d'un immeuble luxueux, 14, avenue de l'Opéra.
S'il n'exerce plus, il continue à développer de nombreuses activités. Doyen honoraire du New York American Veterinary College, il maintient une importante correspondance avec ses collègues américains depuis la France et continue d'écrire ses éditoriaux pour sa revue, l'American Veterinary Review. Il participe aux séances de la Société centrale de médecine vétérinaire qui deviendra, en 1928, grâce à Emmanuel Leclainche, l'Académie vétérinaire de France. Il en devient président en 1911. À partir de 1914 il soutient par son argent les activités de la Commission for Relief in Belgium  initiées par Herbert Hoover (qui deviendra plus tard président des États-Unis), pour venir en aide à la Belgique occupée par les Allemands.
En 1911, il achète un petit château du XIXe siècle, La Mare aux Cerfs, à Bois-Jérôme-Saint-Ouen, près de Vernon, dans l' Eure. C'est là qu'il meurt le 18 avril 1918 à la suite d'une crise cardiaque.

## Œuvre et réalisations
Si Alexandre Liautard est encore méconnu en France, il est largement connu et reconnu dans le monde vétérinaire aux États-Unis comme une personnalité dominante de l'histoire de la profession vétérinaire américaine.
À l'occasion du 150e anniversaire de l'American Veterinary Medical Association (AVMA), en 2013, un article du journal de l'association, le JAVMA, en date du 1er janvier 2013, le présentait comme l'une des 12 personnalités de la légende de la profession vétérinaire américaine et lui consacrait la première des douze biographies de fondateurs publiées par le journal au cours de l'année :

« Dr Alexandre Francois Liautard, the father of the American veterinary profession, almost single-handedly transformed the uneducated, disorganized veterinarians of the United States into a learned profession. He founded two veterinary schools that served as the blueprints for veterinary education as it exists today. He also helped establish the AVMA and was the first editor of its Journal »

.

### L'entrepreneur de formation vétérinaire, fondateur et doyen d'école vétérinaire

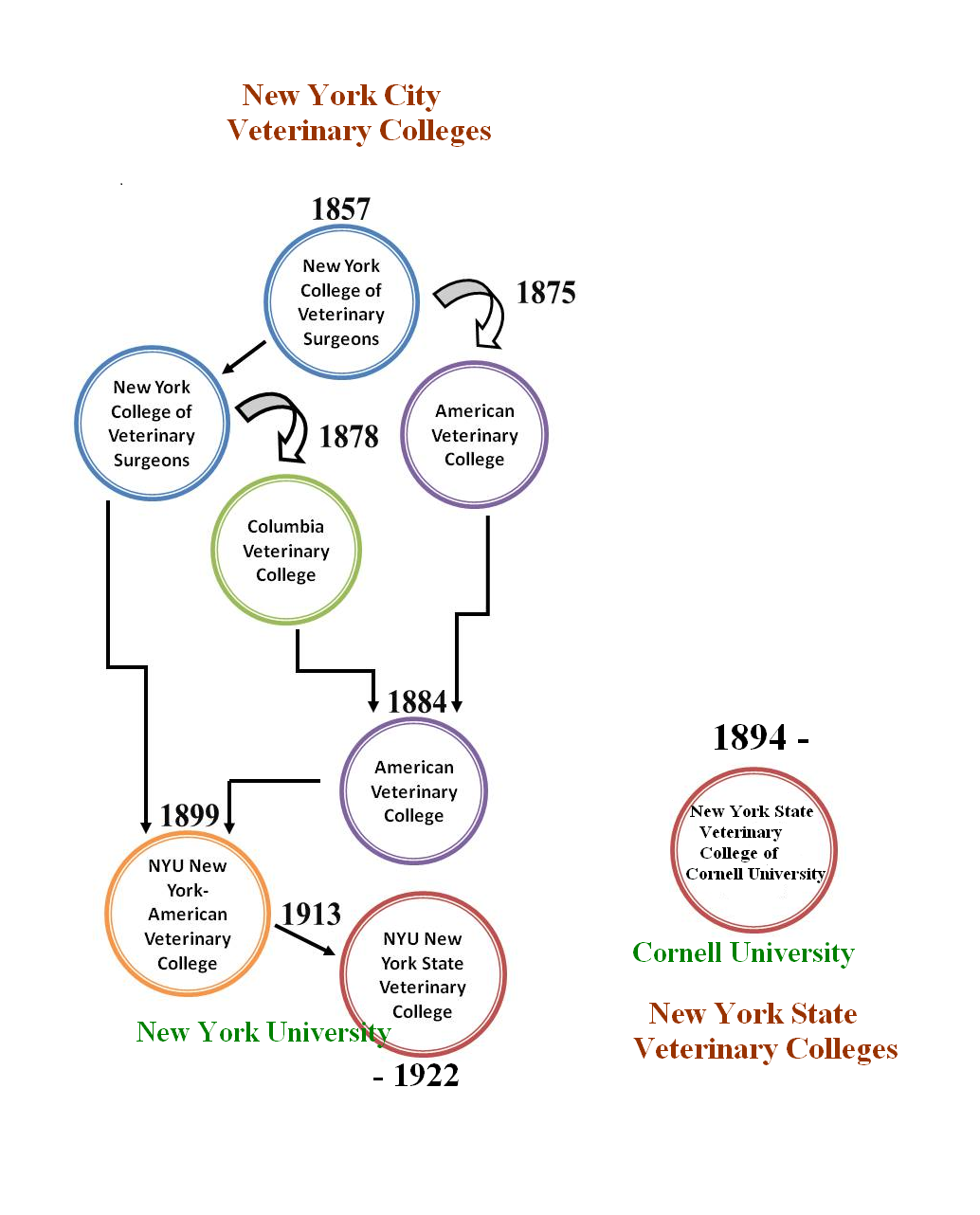
Diagramme historique de la création des veterinary colleges dans l'État de New York, d'après Donald F. Smith, modifié

Aux États-Unis (comme en Grande-Bretagne), contrairement à la France, les premières écoles vétérinaires ont été des entreprises privées. De même que les universités auxquelles elles se rattachent, beaucoup le sont aujourd'hui. Les premières écoles vétérinaires américaines reconnues légalement en tant que telles furent formées entre 1850 et 1860 à Philadelphie, Boston et New York. Aujourd’hui, l’Iowa State University College of Veterinary Medicine (en), fondé en 1879, l'University of Pennsylvania School of Veterinary Medicine (PennVet) (en) fondée en 1884, l’Ohio State University’s College of Veterinary Medicine fondé en 1885, et l'École de médecine vétérinaire de l'université Cornell, fondé en 1894, sont les quatre plus anciens établissements vétérinaires américains en activité.
Pour mémoire, les écoles vétérinaires françaises de Lyon et d’Alfort ont été fondées respectivement en 1761 et 1765, l’École nationale vétérinaire de Toulouse a été créée en 1825 et inaugurée en 1835 et le Royal Veterinary College de Londres, dont un vétérinaire français diplômé de l’école de Lyon, Charles Vial de Saint Bel, fut le premier principal, en 1791.

#### Le New York College of Veterinary Surgeons
Les trois premières écoles vétérinaires américaines, de Philadelphie, Boston et New York, n’eurent pas de succès et furent de courte durée. Le New York College of Veterinary Surgeons, fondé en 1857 par un médecin, Dr John Busteed (1815-1876), d'origine irlandaise, est considéré comme le véritable précurseur de l’enseignement vétérinaire aux États-Unis, mais son établissement dut fermer en 1859, faute d’un nombre suffisant d’élèves. Le Dr Busteed n’abandonna pas son projet et réorganisa son école en 1862. Liautard était à New York depuis 1860 et déjà installé dans son immeuble au 205 Lexington Avenue. Sa notoriété devait déjà être bien établie et sa position suffisamment assise pour qu’il soit en mesure, par un arrangement privé, d’accueillir dans son immeuble cette école qui ouvrit en 1864. Il fit partie du corps professoral et poursuivit son activité de praticien dans des locaux qui restèrent sa propriété. Des médecins faisaient partie du corps professoral. En 1870, Busteed prit sa retraite et Liautard lui succéda en tant que président du corps professoral.
La direction administrative de l'établissement était exercée par un collège directorial formé de notables de la ville, les trustees (administrateurs). En 1875, des dissensions surgirent dans le collège des directeurs. Tous les professeurs donnèrent leur démission et suivirent Liautard qui fonda sa propre école : l'American Veterinary College.
Le New York College of Veterinay Surgeons continua à fonctionner tant bien que mal, et finit par fusionner en 1899 avec l’American Veterinary College dirigé par Liautard. Il forma au total 292 diplômés veterinary surgeons. Entretemps, des professeurs l’avaient quitté pour créer le Columbia Veterinary College qui vécut de 1878 à 1884 et forma au total 82 diplômés.

#### L’American Veterinary College
En avril 1875, deux mois après la fermeture du New York College of Veterinary Surgeons, l’American Veterinary College ouvre, en tant qu’établissement privé sous la direction de Liautard, dans un bâtiment neuf qu’il a acheté, au 141 west 54th Street. L’école et la clinique vétérinaires étaient toutes deux la propriété de Liautard qui y a enseigné et exercé jusqu’à sa retraite et son retour en France en 1900.
L'école acquiert très vite une grande notoriété en grande partie liée au génie propre de Liautard sur tous les plans, en tant qu'enseignant et clinicien réputé, mais aussi en tant que gestionnaire et remarquable organisateur d'un réseau professionnel d'anciens élèves qu'il encadre, avec lesquels il correspond et qu'il soutient au travers de sa revue l'« American Veterinary Review ».

En avril 1887, Liautard écrit (traduit de l'anglais) :

« il y a 20 ans, la profession vétérinaire américaine n’existait pas encore, aujourd’hui ses représentants nationaux qui ont le mieux réussi sont pour l’essentiel des anciens élèves de l’American Veterinary College ; sur 600 vétérinaires praticiens américains, 236 sont des anciens élèves de l’American Veterinary College dont 50 exercent ou ont exercé des responsabilités dans les services publics gouvernementaux ou une activité d’enseignement dans des établissements agricoles ou vétérinaires. »

Les activités cliniques de l'Hospital Department of the American Veterinary College sont publiées annuellement ; faisant, en 1887, le bilan sur les 12 années qui précèdent, il écrit (traduit de l'anglais) : 

« Sur les 12 années qui précèdent, 26 600 animaux malades ont été examinés, chevaux ou chiens, et plus de 8 800 opérations ont été réalisées, plus de 5 500 chevaux et de 600 chiens ont été hospitalisés », « depuis 1875, des cliniques gratuites à l’intention des propriétaires dans le besoin ont été mises en place, 2 fois par semaine, tout au long de l’année, qui ont permis de traiter 5 000 animaux malades pour lesquelles 1 300 opérations ont été réalisées. »

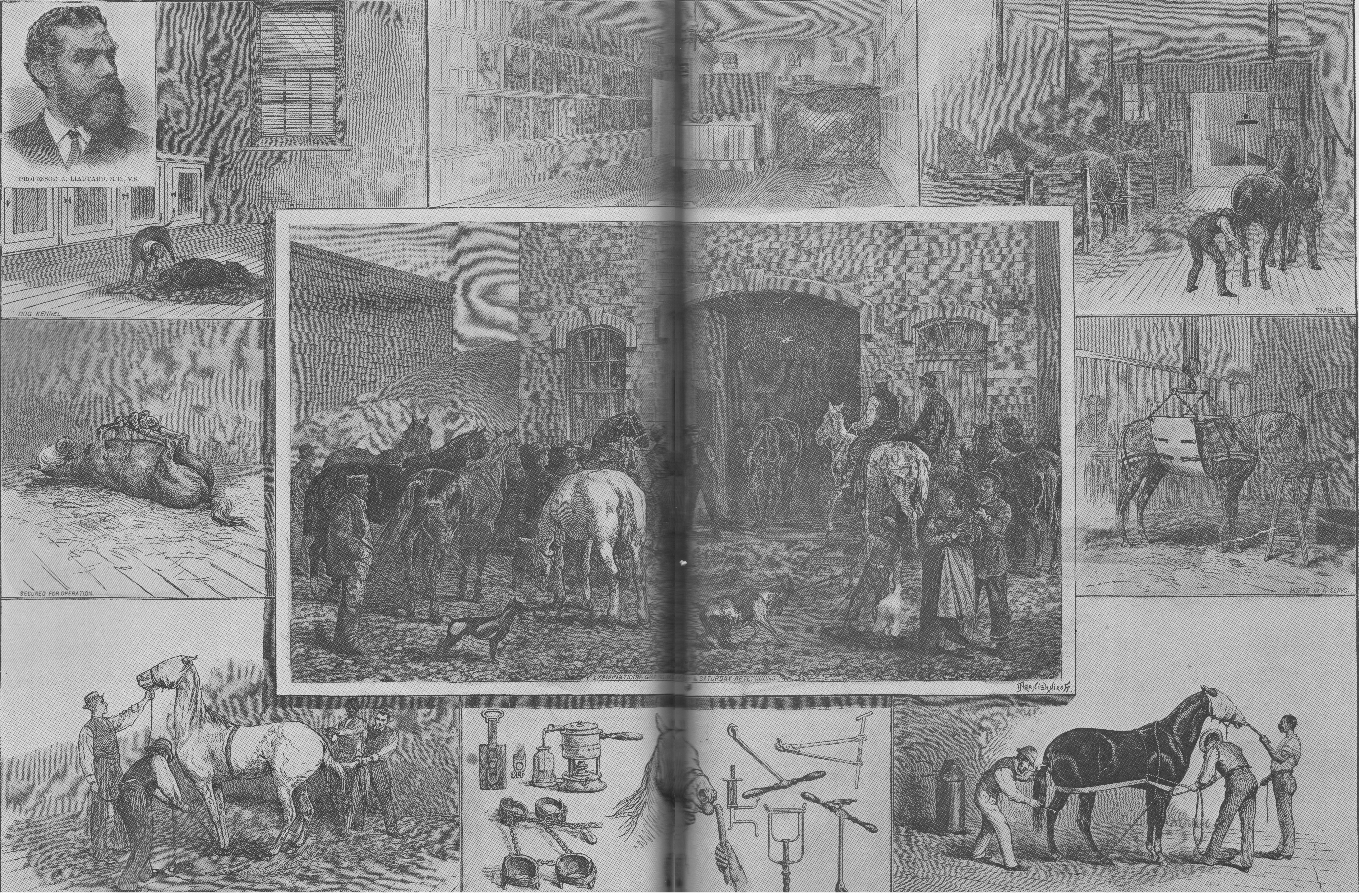
Gravure représentant la clinique équine du Professeur Alexandre Liautard, figuré en haut à gauche, vers 1880, Harper's Weekly

Il est remarquable que ces résultats aient pu être obtenus en autofinancement pendant toute cette période sans pratiquement aucun soutien extérieur. Les ambitions de Liautard pour le développement de son école exigeaient cependant un tel soutien, sinon sous la forme d'une aide des pouvoirs publics, du moins de contributions à titre privé, conformément à la culture américaine favorisant l'initiative privée, c'est d'ailleurs à celles-ci qu'il fit appel en 1887. Il s'appuya sur le bilan de l'American Veterinary College et sur un éditorial en sa faveur qui avait été publié par le New York Herald, le journal alors le plus lu des États-Unis, dont Liautard reproduisit les extraits suivants (traduits de l'anglais) dans l'American Veterinary Review : 

« New York, le berceau de la médecine vétérinaire, des institutions vétérinaires et du journalisme vétérinaire aux États-Unis a une école qui a essaimé des centaines de vétérinaires compétents et qui s’est fait un nom enviable sans aucune aide », « le travail de l’American Veterinary College et la réussite de ses élèves ont provoqué l’émergence de projets éducatifs similaires dans d’autres parties de l’Union, une école vétérinaire a démarré il y a trois ou quatre ans dans la ville de Philadelphie et a fait un progrès rapide parce que des gens ont été généreux envers elle. »

Entre 1875 et 1899, l'American Veterinary College a formé 629 diplômés.

#### Liautard et la création de nouveaux collèges vétérinaires
Plus que sa propre réussite professionnelle, fondamentale certes, mais qui fut surtout le moyen de ses ambitions, le grand projet de Liautard aura été de créer ou de favoriser l'émergence d'une profession vétérinaire américaine organisée, reconnue professionnellement et scientifiquement comme pouvait l'être la profession médicale. Il considérait le territoire de l'Union suffisamment vaste pour que d'autres initiatives comme la sienne voient le jour dans d'autres États et il les a toutes encouragées pourvu que soit respecté le standard professionnel qu'il ne cessa de promouvoir,.

Ses relations avec James Law, un autre grand nom de l'histoire de la médecine vétérinaire américaine, sont très instructives à cet égard. James Law, vétérinaire d'origine écossaise, fut recruté par Ezra Cornell pour dispenser un enseignement vétérinaire dans l'université à vocation agronomique qu'il avait fondée à Ithaca, aujourd'hui université Cornell, dans l'État de New York. James Law est à l'origine, en 1894, de la création du College de médecine vétérinaire au sein de cette université privée, alors même que l'American Veterinary College se trouvait dans le même État, au sein de New York, dans Manhattan. Liautard ouvrit les colonnes de son journal à Law et soutint ses projets pédagogiques et universitaires, pour autant qu'ils se concrétisent à terme dans un collège de médecine vétérinaire formant des vétérinaires, avec les mêmes statuts et le même standard professionnel que ceux affichés pour l'American Veterinary College, et qu'en aucun cas il ne s'agisse de former des empiriques : 

« No, agricultural students cannot receive in an agricultural school the education that good veterinarians ought to have, and good as the efforts of the teachers may have been, the result cannot but be the same, viz. : the turning out of so many men scarcely better than empirics. »

Ce dont Law se défendit vigoureusement dans l'American Veterinary Review en explicitant sa vision et son projet qui correspondait déjà aux exigences d'un enseignement supérieur lié à la Recherche et bénéficiant pour cela d'un soutien des pouvoirs publics,. Nombre d'anciens élèves de Liautard enseignèrent au Cornell University College of Veterinary Medicine et dans des collèges vétérinaires d'autres États de l'Union.
James Law fut le premier vétérinaire professeur d'une université américaine, il rehaussa le standard scientifique de la formation vétérinaire.

##### «Triumph and Tragedy: The Story of Law and Liautard»

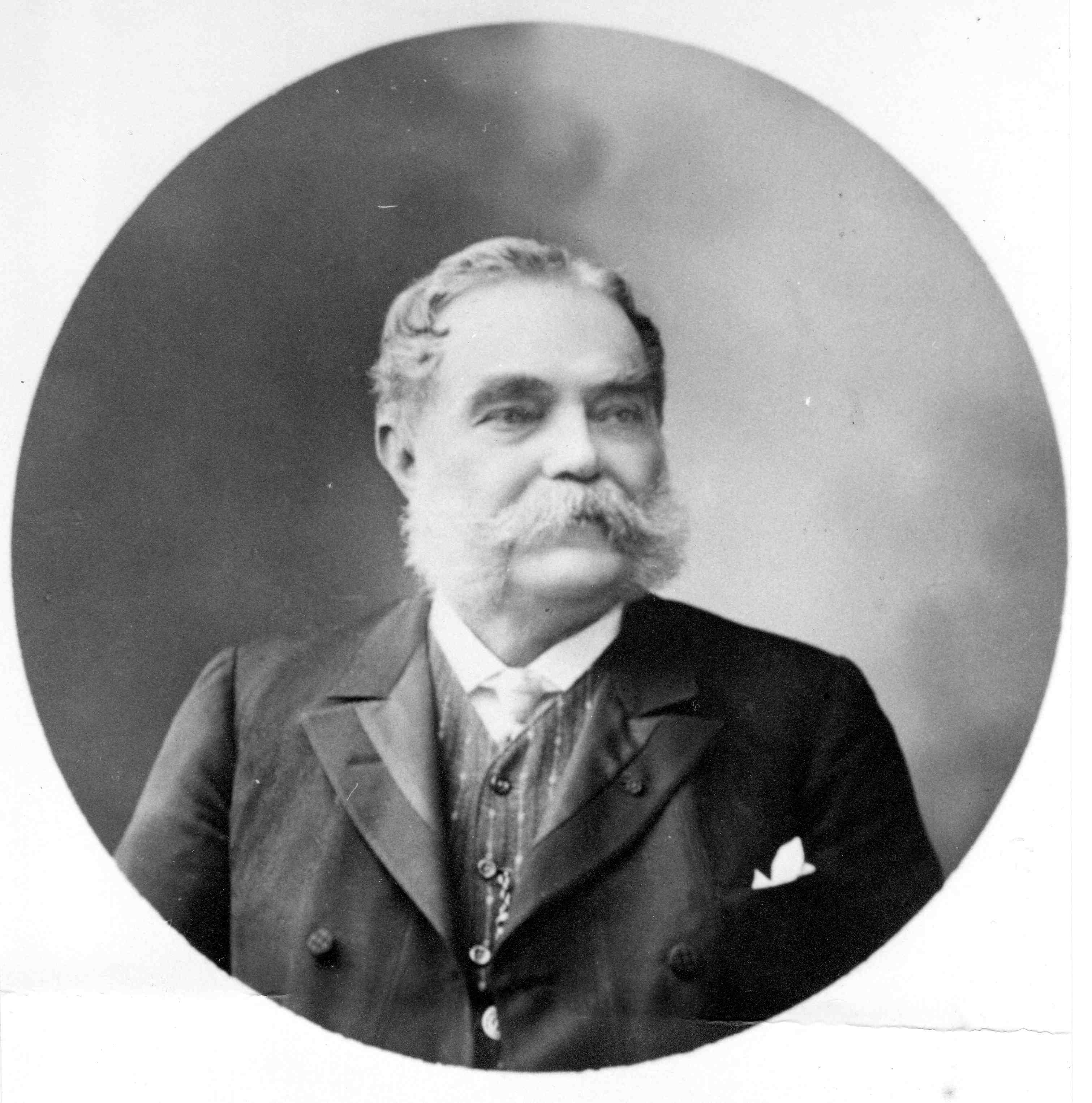
Alexandre Liautard

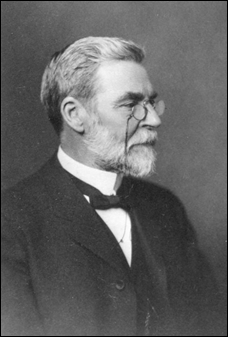
James Law

« Triumph and Tragedy : The Story of Law and Liautard » : c'est en ces termes que Donald Smith, qui fut doyen de l’École vétérinaire de Cornell, de 1997 à 2007, commente la relation entre Liautard et Law, un « triomphe » pour Law qui vit l’œuvre de sa vie se réaliser, la création de l'École vétérinaire de Cornell, laquelle a été la première dans le classement des 30 écoles vétérinaires des États-Unis, et donc la première dans le classement mondial, depuis ses origines jusqu'à quelques années encore, avant qu'elle soit détrônée par celle de Davis, en Californie. Et pourtant une « tragédie », si l'on en croit le doyen Smith, car pour lui la vision stratégique de Liautard, une grande école vétérinaire dans le monde universitaire de New York, et non pas en zone rurale, à Ithaca, était la bonne

##### Intégration des Veterinary Colleges dans le système universitaire
En 1899, l'American Veterinary College fusionna avec le New York College of Veterinary Surgeons pour former le New York American Veterinary College dont Liautard fut le doyen. L'intégration de ce collège au sein de l'Université de New York, (université privée), se fit en même temps ; elle répondait à l'attente de Liautard pour lequel l'insertion de l'enseignement vétérinaire au sein du système universitaire américain allait de soi, comme c'est le cas pour tous les établissements d'enseignement supérieur américains. Ce rattachement était le préalable à l'obtention d'un soutien espéré de la part de l'État de New York en tant que New York State Veterinary College, à l'instar du collège vétérinaire de Cornell créé en 1894 au sein de l'université Cornell, (université privée). Selon T.F. Jones, historien de l'Université de New York :

« the Veterinary School was from its beginning hampered by a meagreness of resources that was relieved only by the self-sacrifice of an enthusiastic faculty »

 L'accréditation du New York American Veterinary College en tant que New York State Veterinary College aurait permis « d'espérer que l'école métropolitaine reçoive de l'Assemblée d'Albany (siège de l'administration de l'État de New York) le même soutien financier que celui qu'elle donnait à sa sœur rurale d'Ithaca » mais Liautard prit sa retraite et rentra en France en 1900. Cet objectif fut atteint en 1913.
Le 50e anniversaire de l'American Veterinary Medical Association fêté en 1913 fut l'occasion de rappeler la contribution de Liautard à la médecine vétérinaire américaine et de relire le discours en forme de toast que lui avait adressé Rush S. Huidekoper en 1899 lors du 25e anniversaire de l'American Veterinary College :

« The toast given to me to respond to,  « American Veterinary Medicine », is so closely associated with the man whom we meet to do honor to to-night, that what I can say in response to it, would be almost equally appropriate had the title been Alexander Liautard »,« I ask you, gentlemen, to join me in a bumper to him, scientist, practitioner, teacher, friend, a native of the country which first gave birth to veterinary schools, and stands at the head of the veterinary profession today, and an adopted son of this our great country, which has so much benefited by his sojourn amongst us, that his name will be an undelible landmark in American Veterinary Medicine. »

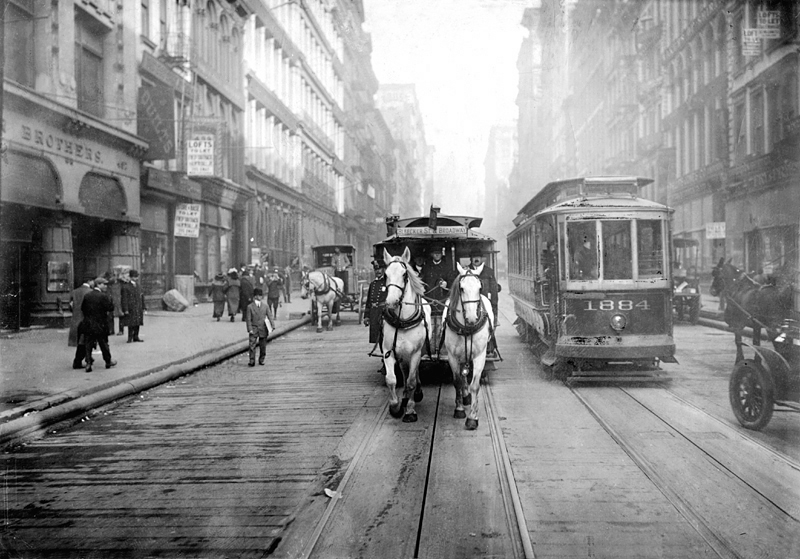
Vue de New York, en 1917, montrant une des dernières lignes de « horsecar » à gauche et un « electric streetcar» à droite sur Broadway près de la 17e rue

##### Fermeture du New York University New York State Veterinary College
En 1923, le New York University New York State Veterinary College fut dissout et seul resta le New York State Veterinary College of Cornell University. La très forte diminution de la population de chevaux, du fait de l'essor de l'automobile, sans que le chien, animal de compagnie, ne prenne encore le relais, ainsi que la forte diminution corrélée du nombre de candidats vétérinaires (entre 1914 et 1924, le nombre d'étudiants vétérinaires chuta de 75 % dans toute l'Union), contribuèrent à cette fermeture. L’élément décisif, après la mort du doyen du College, Horace Hoskins, en 1921, fut la non reconduction du soutien financier apporté par l'administration de l'État de New York pour l'année 1921-1922 qui concentra son soutien financier sur l'École de Cornell. Il n'y a donc plus aujourd'hui de veterinary college à New York.
Les deux principaux collèges vétérinaires des États-Unis cessèrent leur activité à la même époque et pour les mêmes raisons, le Chicago Veterinary College (1883-1920) qui forma 2 397 diplômés, notamment pour l'armée, et le Kansas City Veterinary College (1891-1918) qui en forma 1 789, de même que le Mc Killip Veterinary College de Chicago (1892-1920), qui forma 1 212 diplômés et qui avait eu une très grosse activité clinique (37 562 cas traités en 1899).
Ces créations et ces fermetures d'écoles vétérinaires sont un trait essentiel de l'histoire de l'enseignement vétérinaire des États-Unis où l'on dénombre 41 écoles vétérinaires disparues.

### L'organisateur de la profession vétérinaire américaine: aux origines de l'American Veterinary Medical Association
En 1863, lors d'une réunion locale de vétérinaires à Philadelphie, Robert Jennings (fondateur d'un premier collège de médecine vétérinaire à Philadelphie) propose la tenue d'un congrès national afin d'améliorer le niveau de la pratique vétérinaire aux États-Unis et sollicite pour cela des vétérinaires dont John Busteed (fondateur du New York College of Veterinary Surgeons), A.S. Copeman, A. Liautard, Charles M. Wood. La décision est prise de se réunir à New York le 9 juin 1863. Le colonel Charles A. Stetson, ami et soutien de la profession vétérinaire, met gracieusement à leur disposition un grand salon de son hôtel, l'Astor House, alors le plus prestigieux hôtel de New York. Ce premier congrès réunit 40 délégués représentant 7 états : New York, Massachusetts, New Jersey, Pennsylvanie, Maine, Ohio et Delaware.

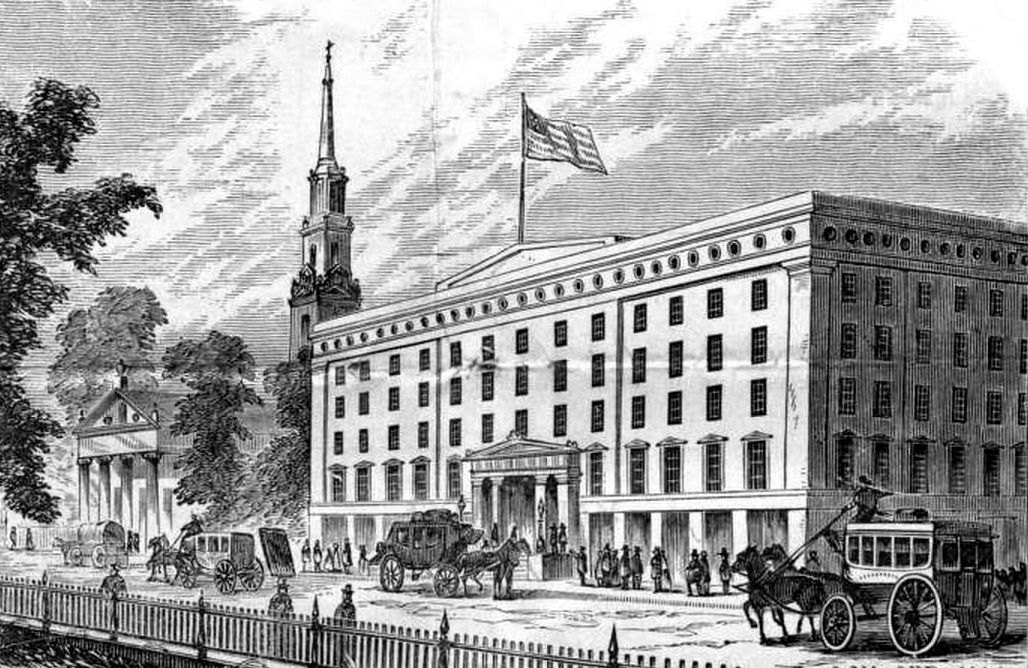
L'Astor House à New York en 1862

L'association est fondée le 10 juin 1863 sous le nom d'United States Veterinary Medical Association. Liautard est élu secrétaire. Alors âgé de 28 ans, il vit en Amérique depuis à peine trois ans et il est déjà considéré comme une des figures les plus en vue de la profession. Il sera président en 1874-1875, 1875-1876 et 1886-87.

En 1907, retraité en France depuis 1900, Liautard écrira dans l'Américan Veterinary Review (traduit de l'anglais) :

« L'United Sates Veterinary Medical Association a été la première organisation de ce type au monde. Nous pouvons nous féliciter d'avoir montré au monde entier que si la profession vétérinaire de l'hémisphère occidental était la plus jeune, néanmoins elle s'est rendu compte de l'avantage d'une telle force professionnelle sur le plan national avant que l'on en ait rêvé dans l'hémisphère oriental »

Chaque fois que l'occasion se présentait, et comme autant d'encouragements, Liautard ne manquait jamais de mettre en avant les points forts de la médecine vétérinaire américaine dans ses comparaisons avec la médecine vétérinaire européenne, dont la française.

En 1898, l'United States Veterinary Medical Association devient l'American Veterinary Medical Association (AVMA). En 1913, lors du 50e congrès anniversaire de l'Association, qui se tint à New York, les 1, 2, 3, 4 et 5 septembre, à l'hôtel Astor, le Dr Hoskins rendit en ces termes un vibrant hommage « au père de la profession » qui avait du rester en France, auprès de son épouse :

« In sunny France there rests, in the evening of his life, Professor Liautard, the only living man who has had continuous membership in this association from its inception in this city in 1863 to the present hour, the one man above all others who has had deep in his heart the advancement and progress of veterinary medicine along the lines in which he established it. We are living to-day, fifty years after the birth of the association, the same code of ethics that he contributed so much to establish it fifty years ago. We have no legal entanglements of any kind, but are bound one to another by the moral uplift of our profession and for its progress and advancement by the principles of conduct which he was among the first to point up and to establish »

Lors de la séance inaugurale, on lut le discours que Liautard avait envoyé dans lequel il retraçait l'histoire de l'association.
L'AVMA, puissante organisation professionnelle, compte aujourd'hui plus de 89 000 membres répartis dans les différentes familles professionnelles, vétérinaires libéraux, de l'Administration, de l'Enseignement et de la Recherche, de l'Industrie etc. Son siège est à Shaumburg dans l'Illinois.

### Liautard, journaliste et éditeur: l'American Veterinary Review

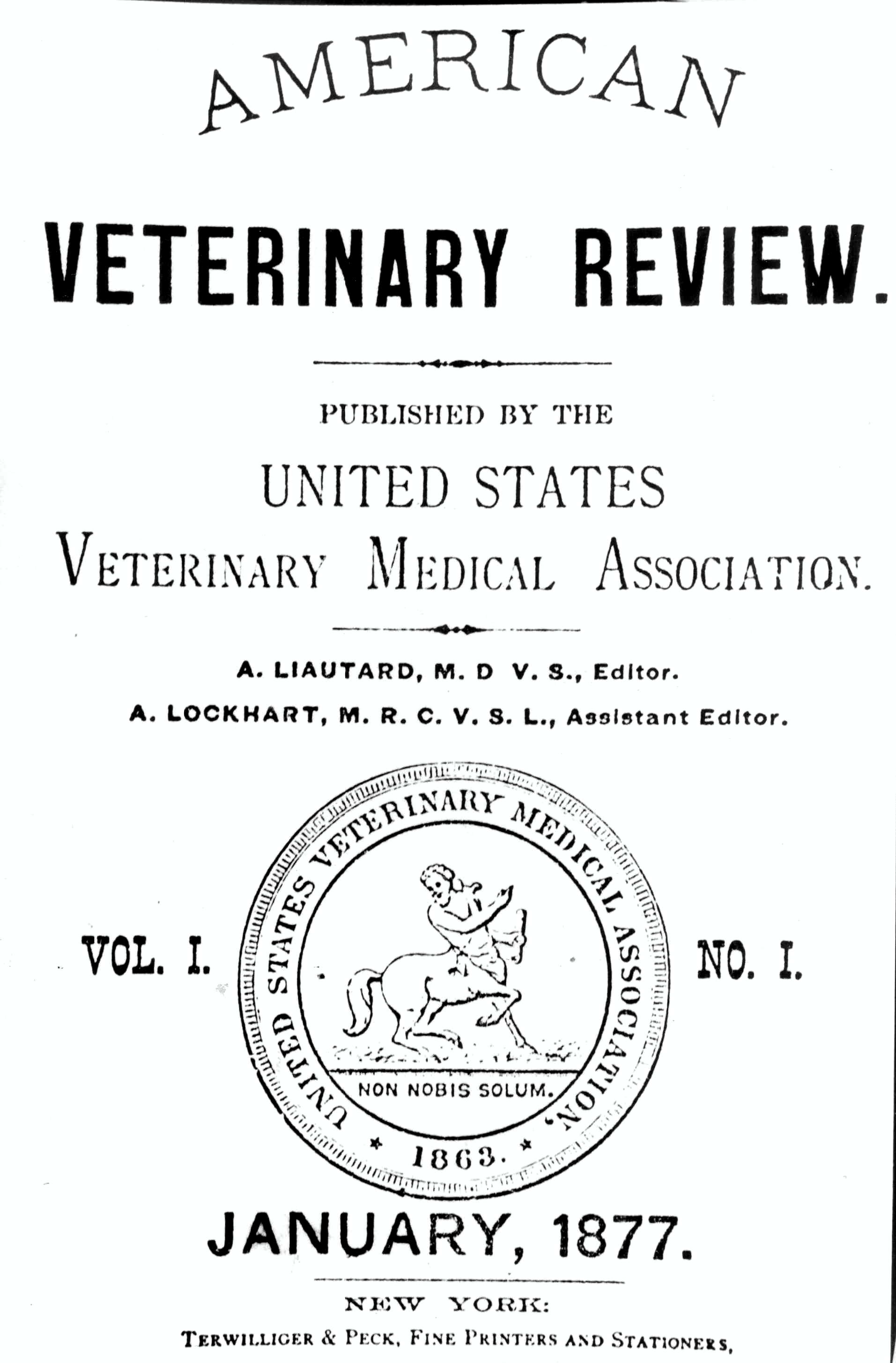
Page de couverture de l'American Veterinary Review, vol 1, no 1, january 1877

Le 20 mars 1876, l'USMVA, qui précéda l'American Veterinary Medical Association, décide de la publication de l'American Veterinary Review. Alexandre Liautard est choisi comme rédacteur en chef, fonction qu'il a exercée jusqu'en 1900, il en est aussi l'éditeur. En 1881, l'Association lui en fait don en reconnaissance du travail qu'il a accompli pour le Review et pour la profession. Selon Smithcors, l'historien de la profession vétérinaire américaine, la prise de contrôle de la Revue lui permit d'exprimer en toute indépendance ses idées et son programme de développement professionnel:

« Dr. Liautard successfully got the USVMA to give up the Journal so he could have full control over it, presumably because of his dissatisfaction with the restrictions placed on him by the Association regarding his management of the Journal. This move allowed him the freedom to strongly criticize, even satirize, the Association without worrying about annual re-election to the editorship. He took advantage of this freedom regularly and to great, constructive effect for many years. »

Liautard, propriétaire du journal, en fait un vecteur des propositions qu'il avance et qu'il développe sur tous les champs de l'activité professionnelle vétérinaire, existants ou à venir. C'est aussi un outil de combat, avec ses éditoriaux concis et vigoureux, où il est prompt à dénoncer tout ce qui lui paraît être un obstacle au bien commun, à l'intérêt national ou à l'éthique professionnelle.

« Undoubtedly his biting satire was a major factor in stimulating the Association to perform at an ever increasing tempo »

 écrit Smithcors.
Plus tard, en France, avec cette vigueur de ton, Emmanuel Leclainche adoptera la même construction éditoriale, professionnelle, scientifique, critique et militante, pour sa Revue générale de médecine vétérinaire qu'il mettra au service de ses combats professionnels : la santé publique vétérinaire, le doctorat vétérinaire, l'exercice professionnel vétérinaire.

#### L'organisation professionnelle
Parmi ses très nombreux et divers engagements professionnels, on mentionnera en particulier ceux qui concernent la santé publique vétérinaire et la défense du diplôme vétérinaire :

##### La santé publique vétérinaire
Dès 1880, dans le contexte d'une épizootie de pleuropneumonie contagieuse bovine, Liautard exhorte le gouvernement fédéral et les États de l'Union à mettre en place un programme de lutte sanitaire contre les maladies infectieuses. En 1881, il demande la création de State veterinarians. Cette épizootie fut si grave qu'elle conduisit à un embargo par le gouvernement britannique qui interdit l'exportation du bétail américain vers la Grande-Bretagne et le Canada. Cet embargo détermina le pouvoir fédéral à créer en 1883, pour éradiquer la maladie, un service vétérinaire au sein de l'USDA, la direction en fut confiée à Daniel Elmer Salmon qui, en 1884, en fit le Bureau of Animal Industry (en). Liautard poussera ses étudiants à s'engager ou à occuper une position dans ce service public après sa création, et, si besoin, il prendra leur défense, ainsi, en 1889, il s'insurgera avec vigueur contre ce qu'il appelle une « guillotine politique » exercée sur des vétérinaires du service public, victimes du spoils system qui pouvait les démettre de leurs fonctions au gré des changements politiques, sans considération pour leurs compétences.

##### La régulation du diplôme vétérinaire
En 1880, Liautard est le seul représentant américain parmi les 65 membres honoraires (à titre étranger) de l'organisation britannique d'évaluation vétérinaire, le Council of the Royal College of Veterinary surgeons, au même titre que Henri Bouley, Auguste Chauveau, Henry Toussaint, Gabriel Colin, en France.
En se fondant sur ce modèle anglais, il consacre, en janvier 1882, un éditorial en faveur de la création d’un College of veterinary surgeons of America sous la forme d'une association de vétérinaires membres chargés d'élire un board d'examinateurs auquel reviendrait le droit exclusif de garantir un diplôme qui devrait être la seule qualification reconnue et exigée pour l'exercice de la médecine vétérinaire, les étudiants devant pour cela se soumettre à un examen final devant ce board d'examinateurs.
Ce projet verra le jour en 1948 avec la création par l'AVMA du National Board of Veterinary Medical Examiners (NBVME) et la mise en service, en 1954, du National Board Examination (NBE). Aujourd'hui, pour éviter les conflits d'intérêts, le NBVME est indépendant de l'AVMA, il a été renommé International Council for Veterinary Assessment (ICVA). En janvier 1998, une procédure d'évaluation informatique, le North American Veterinary Licensing Examination (NAVLE) a remplacé le NBE.

#### La promotion des avancées scientifiques
En même temps, l'American Veterinary Review est un media non seulement d'information et de formation professionnelle mais aussi de diffusion des connaissances scientifiques grâce à la contribution des plus grands scientifiques européens œuvrant dans le domaine de la santé animale, tels Louis Pasteur,, Robert Koch, Henry Toussaint, Edmond Nocardetc., dont il traduit les articles en anglais.

##### Le soutien à Pasteur
Dès les premiers numéros de l'American Veterinary Review, en 1877, Liautard s'affirme comme un  pastorien de raison, au service de la théorie microbienne de l'infection, à l'instar du plus illustre vétérinaire français de cette époque, Henri Bouley, dont il reproduit la célèbre communication à l'Académie des sciences de France, le 7 mai 1877, sur l'étiologie bactérienne de l'anthrax (le charbon bactéridien  en langue anglaise). Par ses écrits et son enseignement, il y fait adhérer à sa suite toute la profession vétérinaire américaine, comme le fera la française à la suite de Bouley, alors que le monde médical, tant aux États-Unis qu'en France, s'y ralliera beaucoup plus tardivement.

#### Le passage de relais: le JAVMA
En 1896, Roscoe R. Bell, ancien élève et professeur de l'American Veterinary College, devient corédacteur avec Liautard. En 1900, le Dr Robert W. Ellis devient propriétaire pour un tiers du journal et assure sa gestion. Liautard continue comme senior rédacteur et Bell comme rédacteur. En septembre 1915, l'American Veterinary Medical Association achète le Review et le nom de la publication devient le Journal of the American Veterinary Medical Association, le JAVMA, que nous connaissons aujourd'hui, organe officiel de l'association des vétérinaires américains. Liautard, retiré en France depuis 1900, continua à contribuer à chaque numéro jusqu'au jour de sa mort.

## Personnalité
Une énergie et une force de travail exceptionnelles, en sus du charisme de l'enseignant qu'il exerçait sur ses élèves et anciens élèves, l'admiration, le respect et l"affection que ceux-ci lui témoignaient en retour, ressortent de la lecture de l'American Veterinary Review et du JAVMA, dans les comptes rendus et les témoignages qui y sont rapportés.

### L'empreinte de Liautard sur ses élèves et sur les vétérinaires de son temps
Smithcors écrit à son sujet: 

« He was characterized as : very fatherly with his students, stern, and yet intimate, without allowing familiarity. Severe and friendly, strict to all and demanding of each the exact performance of his duties, he was very much liked and yet feared more or less by all. His death in 1918 was an occasion for mourning by the veterinary profession in all parts of the world. »
« One of his students, J. W. Fink, who graduated from New York University in 1900 after this school had taken over the combined A.V.C.-N.Y.V.S., recalls sixty years later: The American Veterinary Review was his last personal tie, and he supervised every line therein. He watched up as we wrapped and addressed them, and it always seemed as if he wanted to write a personal note to every veterinarian who received a copy. No detail was to small to escape his notice, and he regarded all of us as "his boys". When he left, there was a great void at the college. »
« Few men could hope to live so long in the memory of their students. »

### Liautard et la nationalité américaine
Dans la notice nécrologique publiée en 1918 par la Société centrale de médecine vétérinaire dont il avait été président en 1911, on lit : « Liautard s'était fait naturaliser citoyen d'Amérique ; il s'était assimilé à ce point les habitudes de sa patrie d'adoption qu'il eût été difficile, à le voir, à l'entendre ou à le lire, de deviner que sa personnalité cachait un Français d'origine ». Or, au contraire, malgré sa réussite remarquable et sa parfaite intégration dans la société américaine, Liautard garda la nationalité française. Dans une lettre datée du 28 septembre 1902, écrite depuis Paris à Henry MacCracken, chancellor de l'université de New York, qui prie Liautard de retourner à New York pour reprendre le poste de doyen du New York University New York American Veterinary College, Liautard répond (traduit de l’anglais) : « le fait que j’ai gardé ma nationalité pourrait susciter des objections, comme c’était le cas quand j’étais à New York ». Smithcors mentionne également :
« Although he lived in the United States for forty years and amassed a small fortune, he never became a citizen. For much of his life here he was referred to affectionaly as "Frenchy" by his closest associates - although perhaps not to his face ».

### Une part de mystère

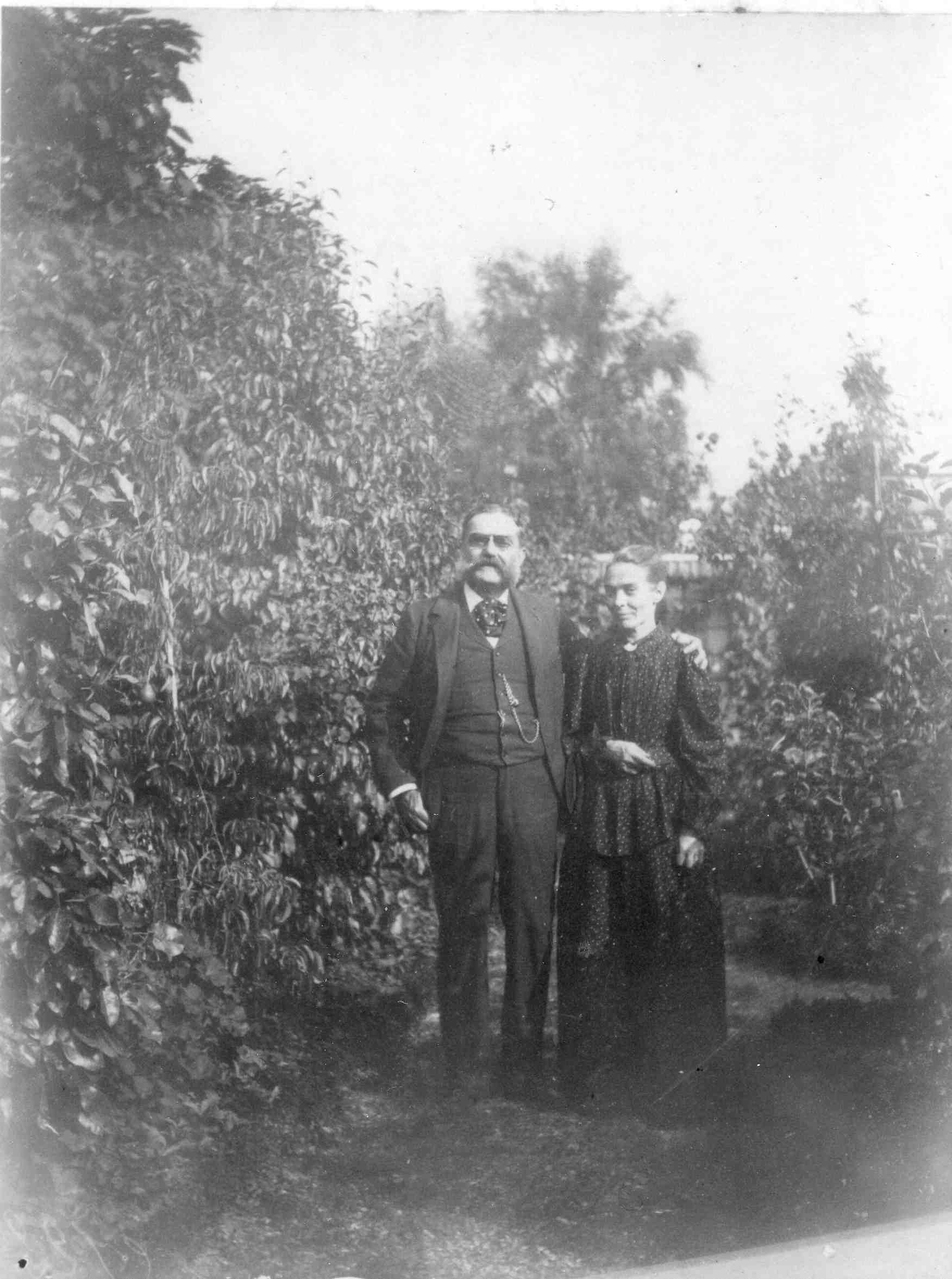
Alexandre Liautard et son épouse, sans doute dans le parc de leur résidence, la Mare aux Cerfs, à Bois-Jérôme-Saint-Ouen, dans l'Eure

On ignore les raisons de son exclusion en tant qu'élève de l’École vétérinaire d'Alfort en début de sa quatrième année d'études, pour « motif grave », alors qu'il avait déjà fait l'objet d'un « blâme » en 3e année. Mais on imagine aisément qu'un caractère aussi énergique servi par un franc parler ait pu entrer en conflit avec certains de ses supérieurs qui n'avaient pas le bonheur de rencontrer son estime. Il n'est pas impossible qu'il le leur ait fait sentir dans des termes aussi cinglants que ceux qu'il utilisera par la suite, en Amérique, pour stigmatiser ceux de ses confrères qui ne l'avaient pas non plus. Si tel fut le cas et si l'on se rapporte au règlement disciplinaire très sévère des écoles vétérinaires françaises de ce temps, on peut comprendre la sanction qui s'ensuivit.
Liautard ne semble pas en avoir gardé rancune à l'école d'Alfort, et certainement pas aux figures les plus remarquables qui y étaient alors, le directeur Eugène Renault, et le professeur de clinique Henri Bouley, auxquels il a rendu hommage en de nombreuses occasions dans sa Revue.
On ne dispose pas non plus des données comptables de son activité professionnelle qui lui ont permis d'amasser une « petite fortune » comme l'exprime Smithcors, mais on peut deviner qu'il a exercé non seulement un magistère puissant au sein de l'école dont il était propriétaire mais aussi une position éminente et lucrative de vétérinaire praticien le plus en vue dans le New York de cette époque.
Investi pleinement jusqu'au terme de ses 65 ans dans son enseignement et dans la vie professionnelle, son retour en France surprit et créa un vide que l'on a eu du mal à combler au point que, comme il a été écrit plus haut, le chancelier de l'Université de New York lui demanda de revenir pour exercer à nouveau sa fonction de doyen.
Il a été avancé que Liautard était trop attaché à sa fille unique pour consentir à s'en séparer lors de son retour en France. Son dévouement jusqu'au bout à son épouse plongée dans un délabrement mental profond montre aussi qu'il fit un choix, à ce moment-là, en faveur de ce qu'il considérait être son devoir familial après quarante ans de vie consacrée à sa profession, même s'il continua à la servir jusqu'à la fin de sa vie.

## Distinctions et hommages

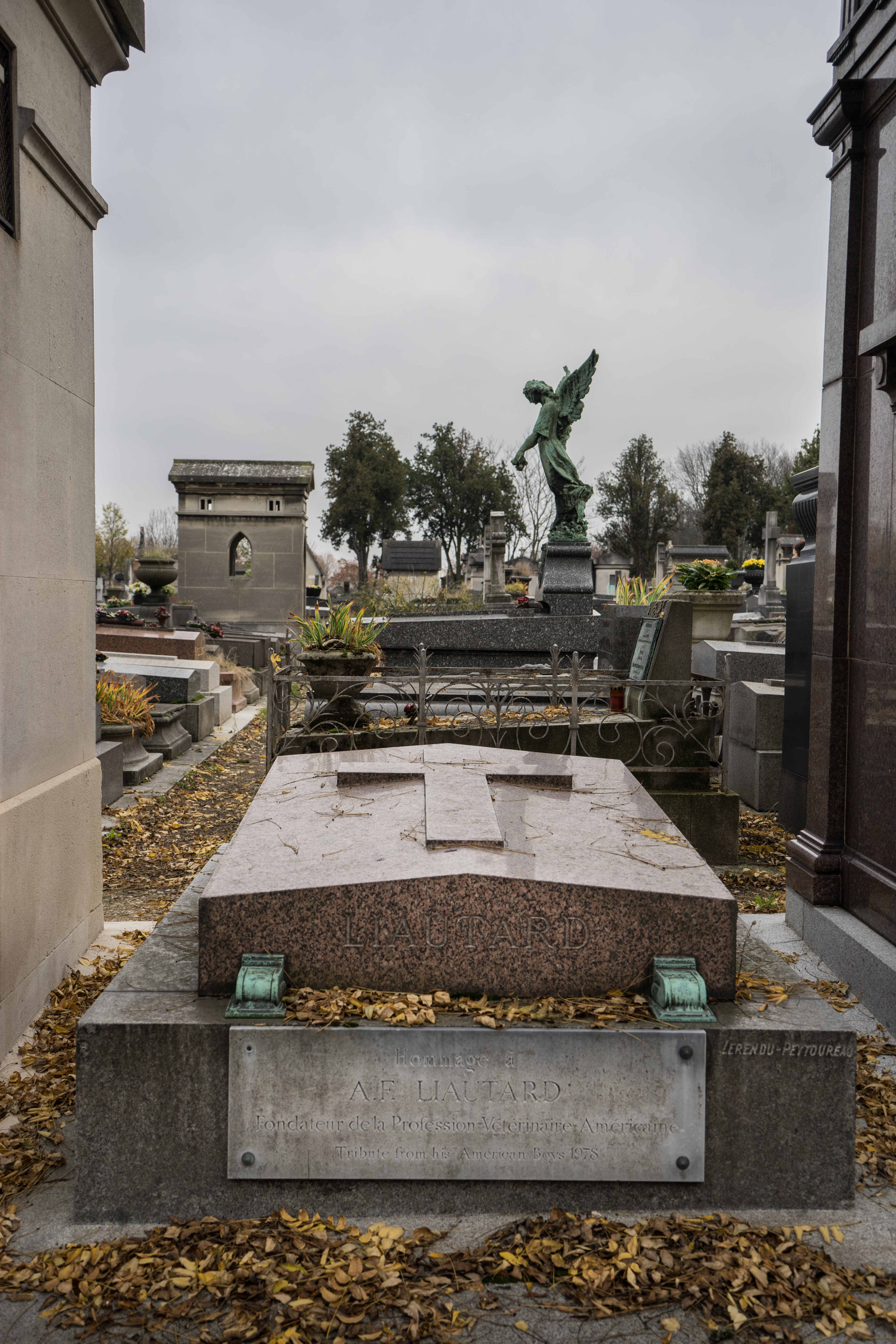
Tombeau d'Alexandre Liautard au cimetière du Père Lachaise, à Paris. Il se situe en face de celui d'Oscar Wilde.

Les seules distinctions françaises qu'ait reçues Liautard sont celles de chevalier du Mérite Agricole et de chevalier de la Légion d'Honneur. Sa fiche de récipiendaire de la Légion d'Honneur mentionne que celle-ci lui fut accordée en reconnaissance des services rendus pour avoir facilité l'implantation de l'Institut Pasteur à New York, il en était le vétérinaire consultant.
Le plus grand hommage rendu à Alexandre Liautard est d'être honoré, déjà de son vivant, du titre de « père de la profession vétérinaire américaine » comme le mentionne la plaque sur sa tombe au cimetière du Père Lachaise.

## Revues et ouvrages
- American Veterinary Review, de janvier 1877 à septembre 1915, volumes 1 à 47.
- Journal of the American Medical Association, octobre 1915 à avril 1918, volumes 1 à 4.
- Animal castration, W.R. Jenkins ed., New York ; Baillière, Tyndall & Cox, ed., London, 1884 (2e édition en 1885, 11e édition en 1905).
- Lameness of horses and diseases of the lococomotive apparatus W.R. Jenkins ed., New York, 1888. Rééditions en 1890 et 1897.
- The diseases of livestock and their most efficient remedies en collaboration avec William B. Miller, Willis P. Hazard & Lloyd Tellor, Mc Kay ed., Philadelphia, 1890.
- Manual of operative veterinary surgery, Sabiston & Murray ed., New York, 1892.
- Vademecum of veterinary anatomy : for use of advanced veterinary students and veterinary surgeons, American veterinary college ed., New York, 1877 (2e et 3e éditions par W.R.Jenkins, en 1879 et 1890).
- How to tell the age of domestic animals ?
- Traducteur en anglais de plusieurs ouvrages français de médecine vétérinaire.